# Robert Nichols
Pour les articles homonymes, voir Nichols.
Robert Nichols, poète et dramaturge britannique
.
Robert Nichols est un acteur américain né le 20 juillet 1924 à Oakland (Californie) et mort le 21 mars 2013 à Occidental (Californie).

## Filmographie

### Cinéma
- 1949 : Allez coucher ailleurs (I Was a Male War Bride) : Sergeant in Heidelberg Street / Mechanic
- 1951 : La Charge victorieuse (The Red Badge of Courage) : Union soldier
- 1951 : La Chose d'un autre monde (The Thing from Another World) : Lt. Ken McPherson
- 1951 : Disc Jockey : Photographer
- 1951 : The Blue Veil : Fred Begley Jr.
- 1952 : Red Skies of Montana de Joseph M. Newman : Felton
- 1952 : Hold That Line (en) : Harold Lane
- 1952 : Jet Job : Dynamo Jackson
- 1952 : The Pride of St. Louis : Eddie
- 1952 : Dreamboat : Student
- 1952 : Sally and Saint Anne : Henry, Soda Jerk
- 1952 : Chérie, je me sens rajeunir (Monkey Business) : Garage Man
- 1952 : Les Vainqueurs de Corée (Battle Zone) de Lesley Selander : Marine
- 1952 : Eight Iron Men : Walsh
- 1953 : Le Cirque infernal (Battle Circus) : Pvt. Sommers
- 1953 : America for Me
- 1953 : Dream Wife : Elevator Boy
- 1953 : Les hommes préfèrent les blondes (Gentlemen Prefer Blondes) : Evans
- 1953 : Jennifer : Orin
- 1954 : La poursuite dura sept jours (The Command) : 2nd Lt. O'Hirons
- 1954 : The Student Prince : Student at duel
- 1954 : Les Bolides de l'enfer (Johnny Dark) de George Sherman : Smitty
- 1954 :  The Bob Mathias Story (en)  de Francis D. Lyon  : Stanford Football Player
- 1954 : The Atomic Kid : Bob, technician in Blix's room
- 1955 : Tight Spot : Boy Honeymooner
- 1955 : Les Survivants de l'infini (This Island Earth) : Joe Wilson
- 1956 : Navy Wife : Oscar
- 1956 : Le Bataillon dans la nuit (Hold Back the Night) de Allan Dwan : Beany Smith
- 1956 : Géant (Giant) : Mort 'Pinky' Snythe
- 1957 : Hellcats of the Navy : Ens. Bob Altman (sonar officer)
- 1957 : Prenez garde à la flotte (Don't Go Near the Water) : Lt. Cmdr. Hereford
- 1957 : Bombardier B-52 (Bombers B-52) : Wilbur 'Brooklyn' Stuart
- 1958 : Imitation General : Soldier
- 1959 : The 30 Foot Bride of Candy Rock : Bank Manager
- 1961 : Don't Bother to Knock : U.S. Sailor
- 1962 : The Amorous Prawn : Sam Goulansky
- 1963 : Follow the Boys : Hulldown
- 1963 : Come Fly with Me : Nickerson, Drunken Airplane Lothario
- 1963 : Appelez-moi chef (Call Me Bwana) : American Major
- 1963 : Les Vainqueurs (The Victors) : Firing Squad Member
- 1964 : L'Affaire Winston (Man in the Middle) : Lt. Harvey Bender
- 1964 : La Rolls-Royce jaune (The Yellow Rolls-Royce) : American Travel Agency Agent
- 1969 : Filles et show-business (The Trouble with Girls) : Smith
- 1970 : Aventures à New York (The Out of Towners) : Passenger
- 1971 : Les Évadés de la planète des singes (Escape from the Planet of the Apes) : Reporter
- 1972 : Second Chance (TV) : Doctor Strick
- 1972 : They Only Kill Their Masters : Doctor
- 1973 : Wicked, Wicked (en) de Richard L. Bare : Fred, Day Clerk
- 1973 : Mondwest (Westworld) : First Male Interview
- 1975 : The Night They Robbed Big Bertha's : Professor
- 1976 : Meurtres sous contrôle (God Told Me To) : Fletcher
- 1977 : Soldier's Home (TV)
- 1983 : Reuben, Reuben, ou la vie d'artiste (Reuben, Reuben) : Harry Pycraft
- 1984 : Billions for Boris : Derelict
- 1993 : So I Married an Axe Murderer : Scottish Minister

### Télévision
- 1964 : Le Saint : Vol à main armée (saison 3 épisode 11) : Sgt. Robert Pargo